# Henri Rousseau
Henri Rousseau (teljes nevén: Henri Julien Félix Rousseau, becenevén a vámos Rousseau ) (Laval, 1844. május 21. – Párizs, 1910. szeptember 2.) francia naiv festő. Az egyik legismertebb naiv festő volt, akinek tökéletes technikai tudását, a színek meglepő kezelését már saját korában olyan avantgárd festők is elismerték, mint André Derain vagy Henri Matisse. 

## Életpályája
Szegény családból származott. Először egy ügyvédnél dolgozott Angers-ben. Beállt a hadseregbe, hogy elkerülje a következményeit annak, hogy meglopta munkáltatóját. 1868-ban leszerelt és apja halála után Párizsba költözött, ahol vámtisztviselőként dolgozott (innen a „vámos Rousseau” becenév).
1869-ben vette feleségül Clémence Boitard-t, akitől hét gyermeke született (bár közülük csak egy érte meg a felnőttkort).
A francia–porosz háború után engedélyt szerzett a Louvre-ba festmények lemásolására. Művészi pályája későn indult: az 1885. évi Salonon még nem figyeltek fel rá. 1886-ban viszont kiállított a Függetlenek szalonján, ahol nem volt előválogató zsűri.
Hírneve növekedett, mivel minden évben részt vett a Salon des Indépendants kiállításon. 1891-ben mutatta be első „dzsungelképét”, Surpris! (Meglepő!) címen, amely egy tigrist ábrázolt.
Félix Vallotton festő annyira el volt ragadtatva a képtől, hogy kijelentette, ez a „festészet alfája és omegája” (Alpha et d'Oméga de la peinture).
1888-ban, felesége halála után anyagi helyzete nehézzé vált. 
Egy időben ő adott szállást Alfred Jarry írónak.
1899-ben ismét megházasodott, egy özvegyasszonyt, Joséphine Nouryt vette feleségül. 
Lassanként a művészvilág is befogadta. Közeli barátságot ápolt olyan nagy művészekkel, mint Robert Delaunay, Guillaume Apollinaire, vagy később Pablo Picasso. 
Üszkösödésben halt meg 1910. szeptember 2-án a párizsi Necker kórházban.

### A „dzsungel”

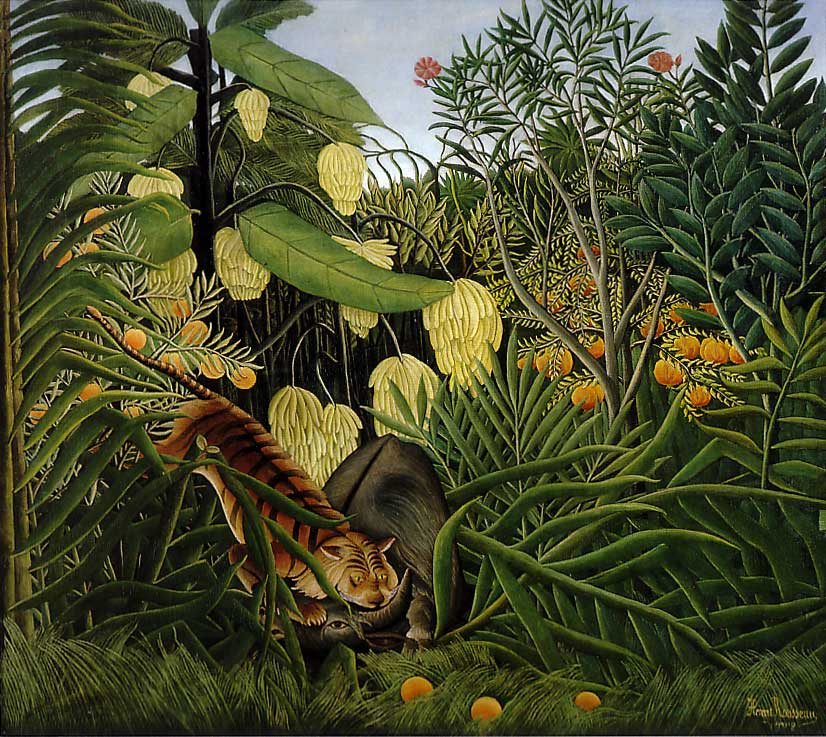
Tigris küzdelme egy bivallyal, 1891

A dzsungel mint téma, a képek egzotikus környezetbe, buja vegetáció közé helyezése Rousseau-t 1891-től egészen haláláig foglalkoztatta. 
- A kígyóbűvölő nő (La Charmeuse de serpents), 1907, Louvre
- Tigris küzdelme egy bivallyal, (Combat de tigre et buffle), 1891
- Az álom (Le Rêve), 1910, Museum of Modern Art, New York

### Tájképei

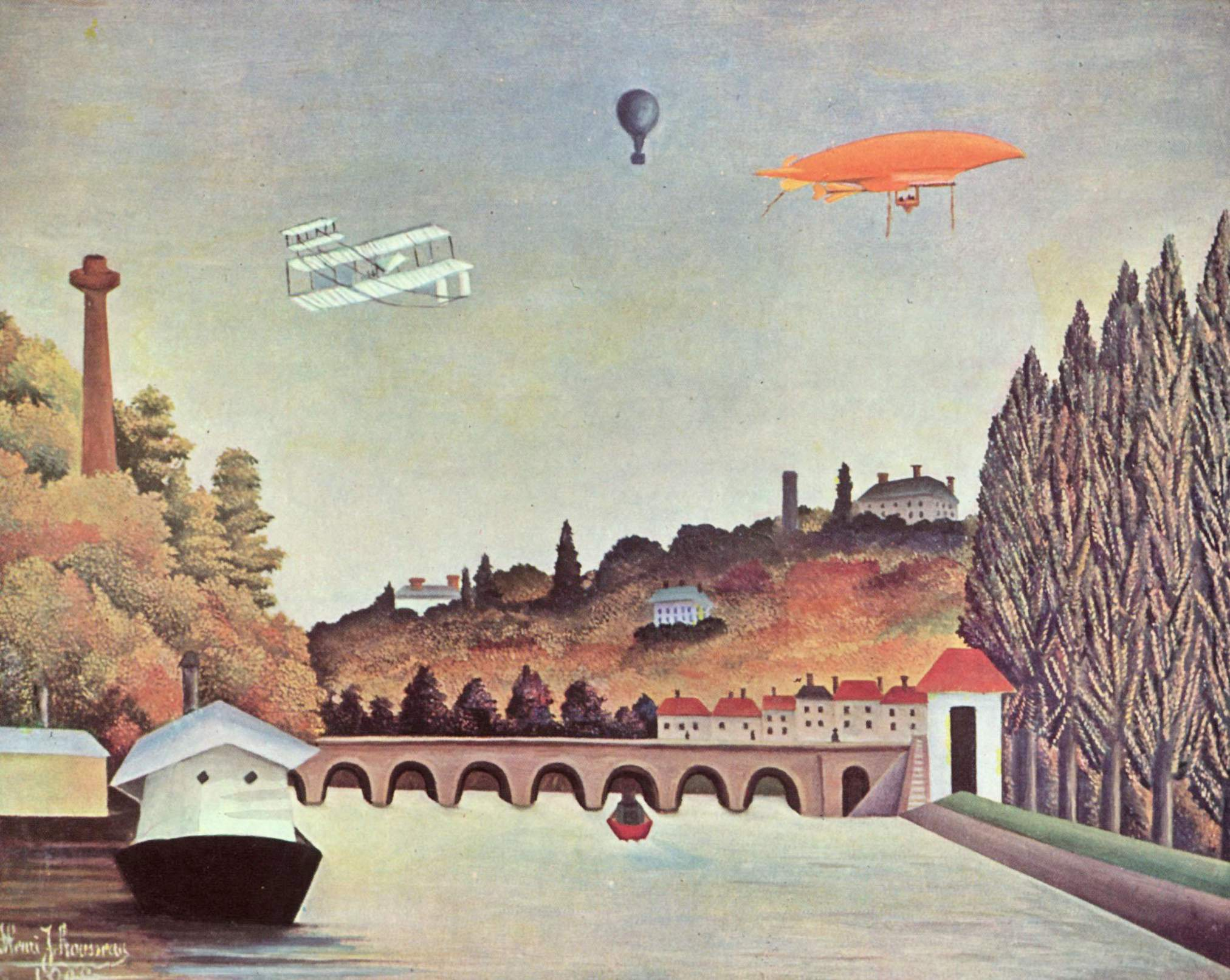
Látkép a sèvres-i hídról, (1908)

Főleg párizsi utcaképeket festett és tájképeket Párizs környékéről. Tájképei azért is naivnak tűnnek, mert a perspektivikus ábrázolás nyomai sem láthatók művein.

### Arcképei
Számos arcképéről nem tudjuk, kit ábrázol. Kivétel például Pierre Loti arcképe, Portrait de M. X. (1910, KunstHaus, Zürich).
Az arcok kifejezéstelenek, az ábrázolt személyek zömök, esetenként súlyos testalkatúak. 

### Írásai
- Több színdarabot írt:
  - La vengeance d'une orpheline russe (1898)
  - Une visite à l'exposition de 1899 (1899)

- Több magyarázó szöveget írt festményeihez, például Az alvó cigánylányhoz (Bohémienne endormie (1897).

## Bibliográfia
- André Salmon: Henri Rousseau dit Le Douanier, Georges Crès, 1927
- A. Basler: Henri Rousseau, sa vie, son œuvre, Librairie de France, 1927
- Pierre Courthion: Henri Rousseau, le Douanier Éditions Albert Skira
- Wilhem Uhde: Cinq maîtres primitifs – Rousseau – Louis Vivin – Camille Bombois – André Bauchant – Séraphine de Senlis,  Librairie Palmes – Philippe Daudy, 1949
- Henri Rousseau dit « Le Douanier » 1844–1910 – Exposition de son cinquantenaire – Galerie Charpentier, Galerie Charpentier, Párizs, 1961
- Henry Certigny: La vérité sur le Douanier Rousseau. Plon, 1961
- La Vérité sur le Douanier Rousseau. Le Conseil municipal de Paris et les Artistes indépendants : 1882–1900, La Bibliothèque des Arts, Henry Certigny, Lausanne-Párizs, 1971
- Henry Certigny: Le Douanier Rousseau et Frumence Biche, La Bibliothèque des Arts, Lausanne-Párizs, 1973
- Dora Vallier: Tout l'œuvre peint de Henri Rousseau, collection Les classiques de l'Art (Éditions Flammarion)
- Götz Adriani: Le livre de l'exposition de Tübingen 2001 ((angolul))
- Gilles Plazy: Le Douanier Rousseau, un naïf dans la jungle, Gallimard, collection «Découvertes Gallimard» (n° 153), série Arts
- David Larkin: Rousseau, Éditions du Chêne
- Cornelia Stabenow, Rousseau, Éditions Taschen
- Rousseau, Découvrons l'Art (Cercle d'Art)
- Angela Wenzel: Henri Rousseau, La Gitana Dormida (spanyolul)

## Galéria

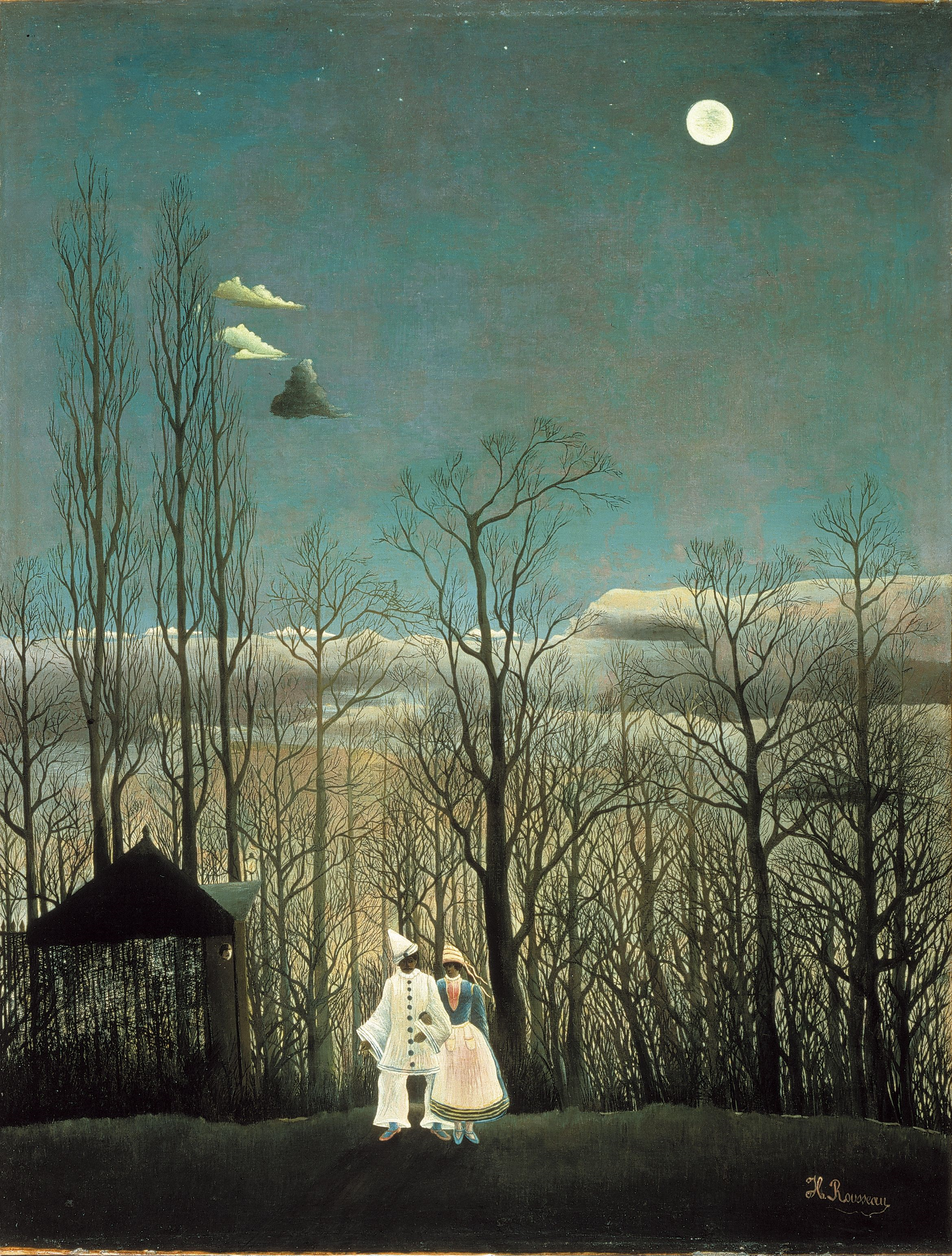
Karneválest 1886, Philadelphia Museum of Art, Philadelphia
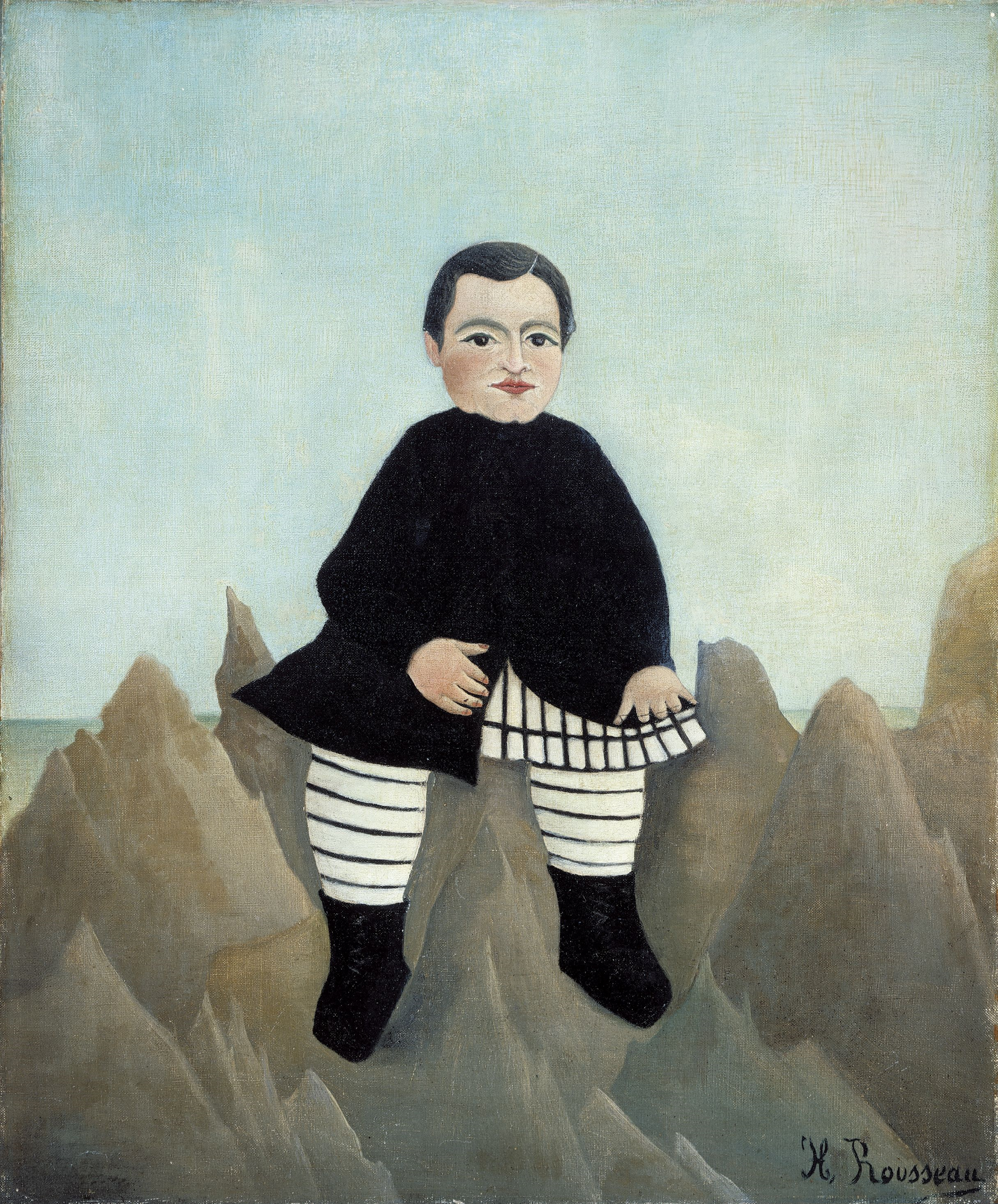
Fiú a sziklákon, 1895-97, National Gallery of Art, Washington
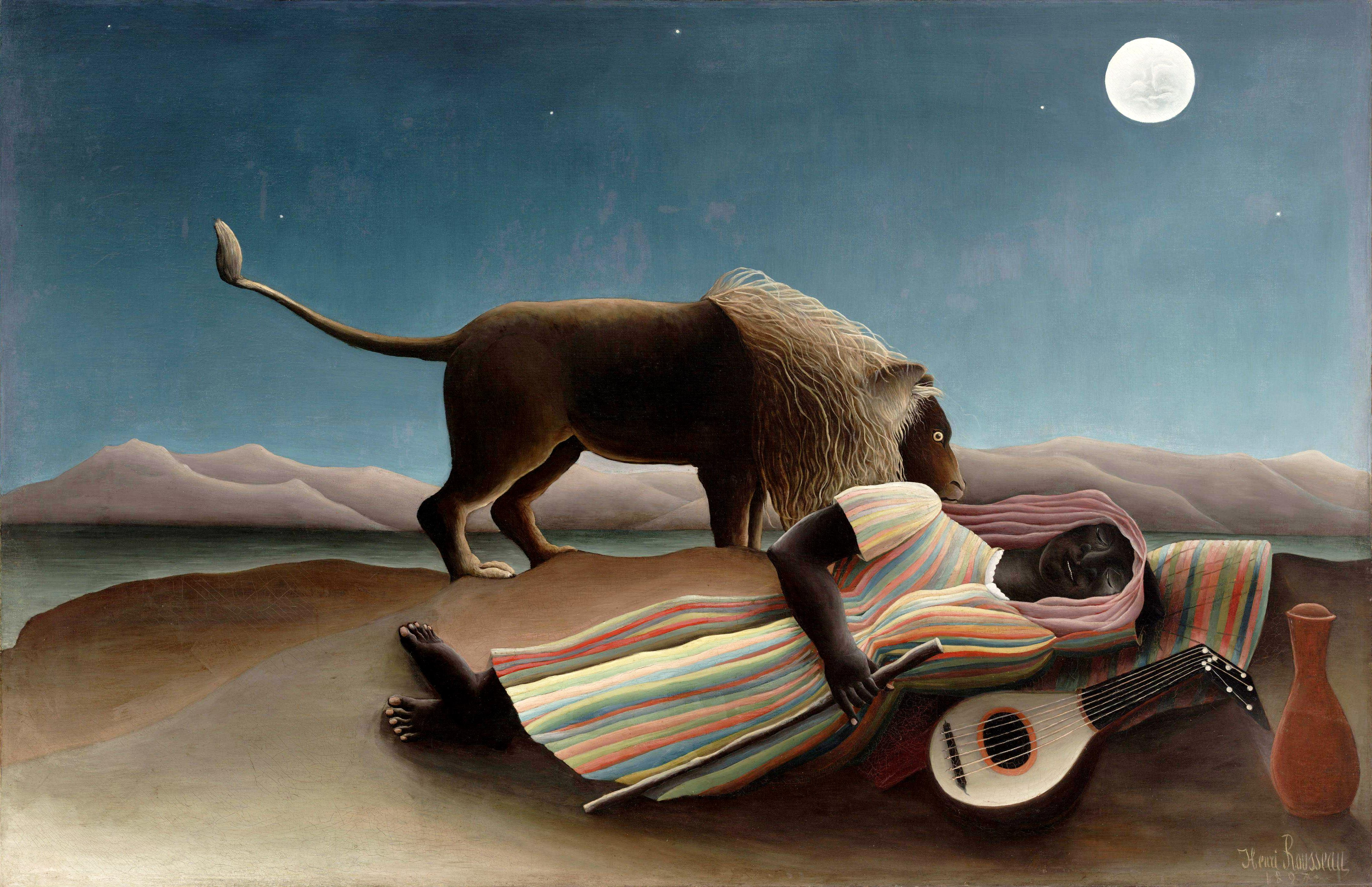
Alvó cigánylány, MoMA, New York, 1897
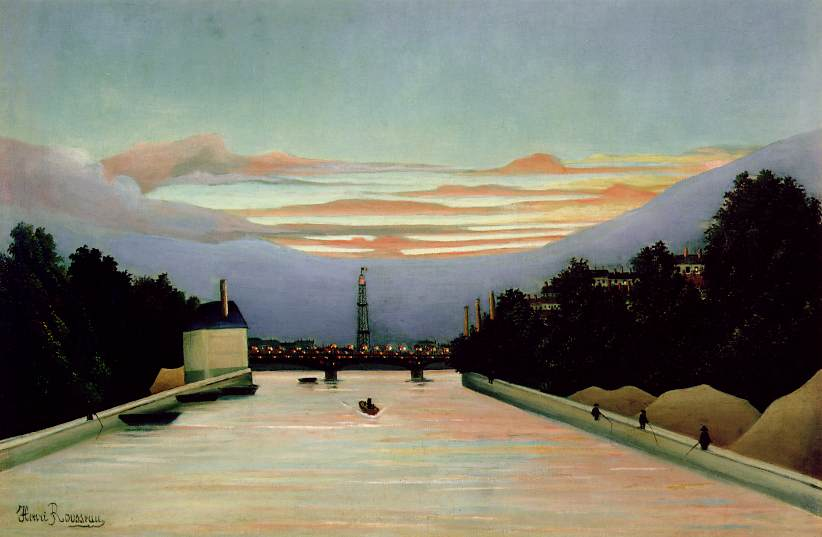
Eiffel-torony, 1898, Houston Museum of Fine Arts, Houston, Texas
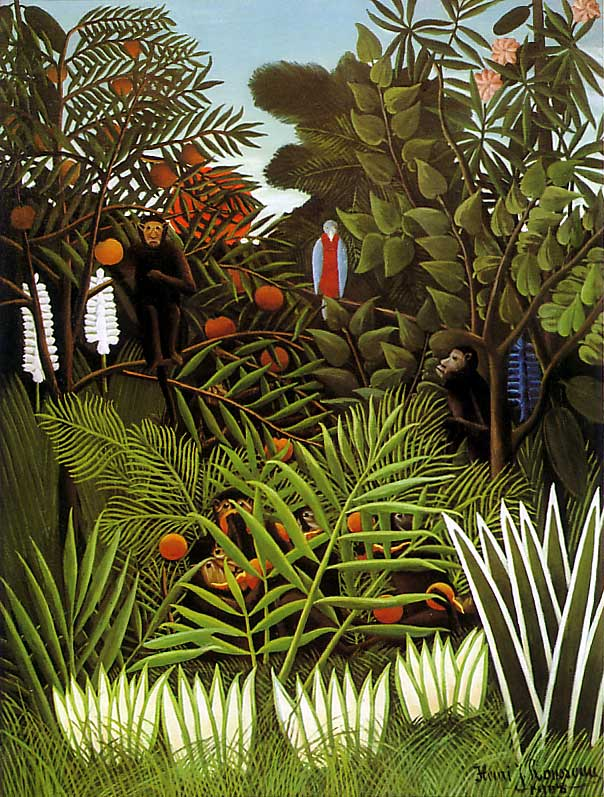
Egzotikus táj, 1908
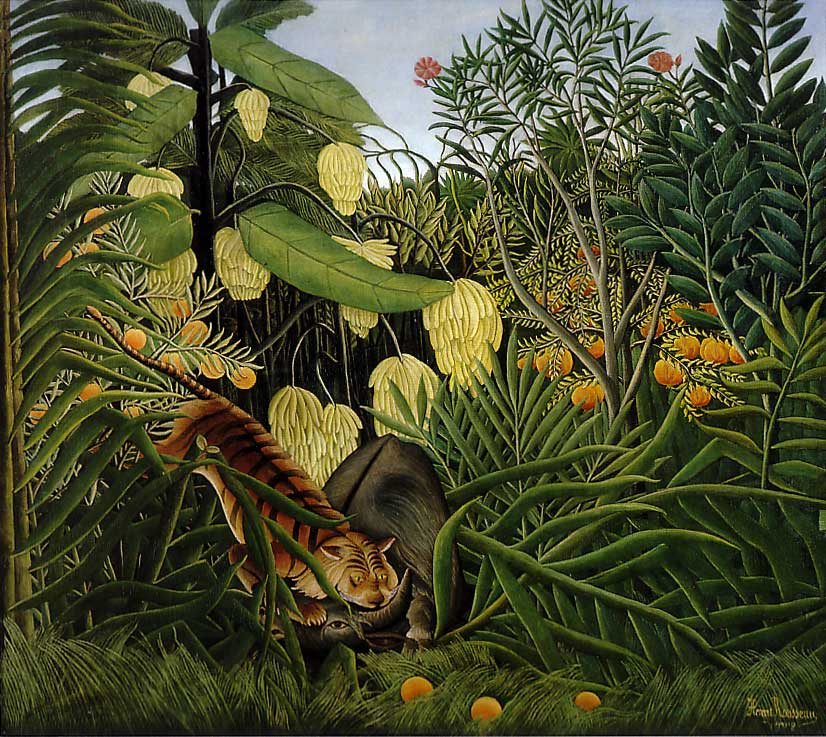
Tigris és bivaly küzdelme 1908, Cleveland Museum of Art, Cleveland, USA
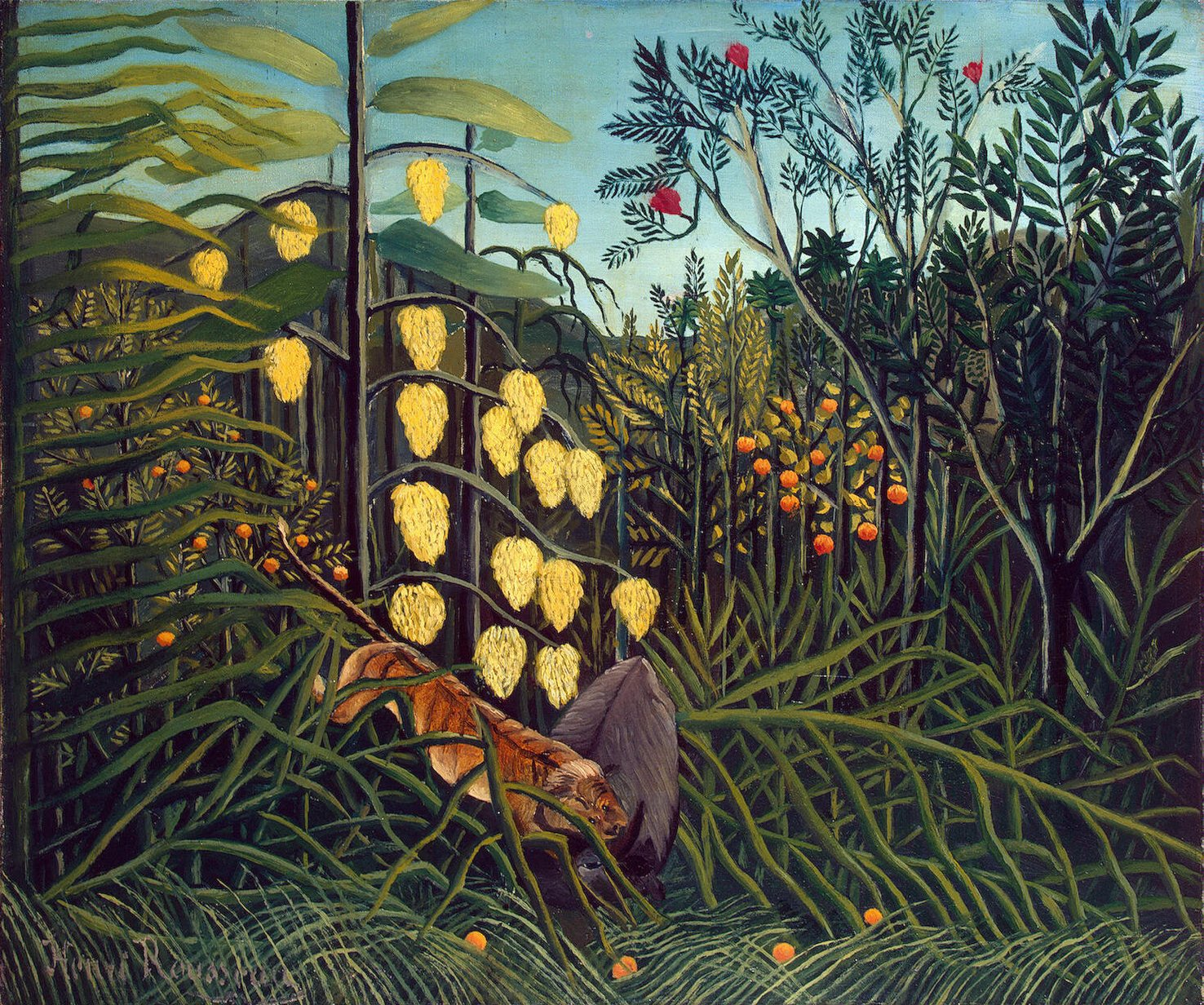
Tigris és bivaly harca trópusi vadonban, 1908–1909, Ermitázs, Szentpétervár
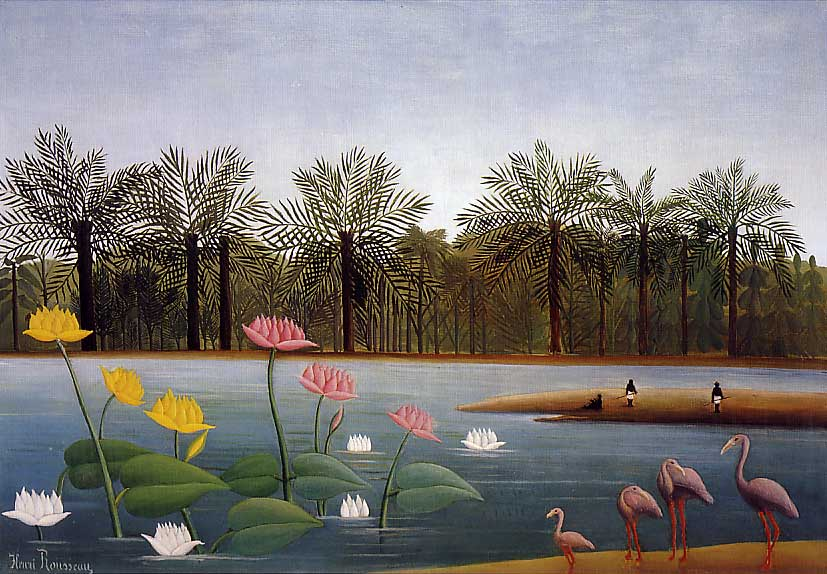
Flamingók, 1907
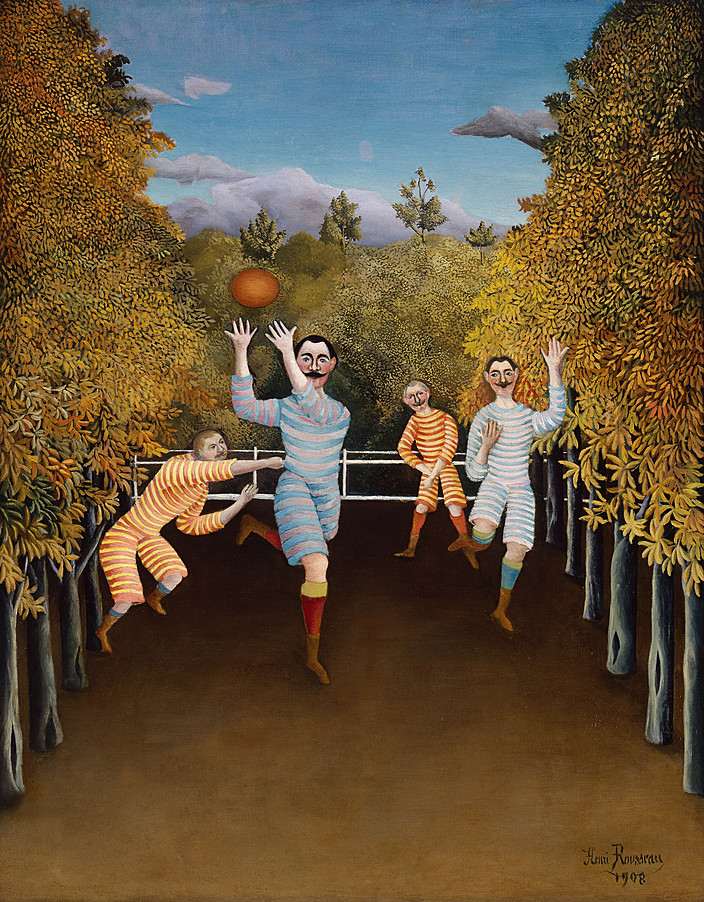
Futballisták, 1908, Solomon R. Guggenheim Museum, New York
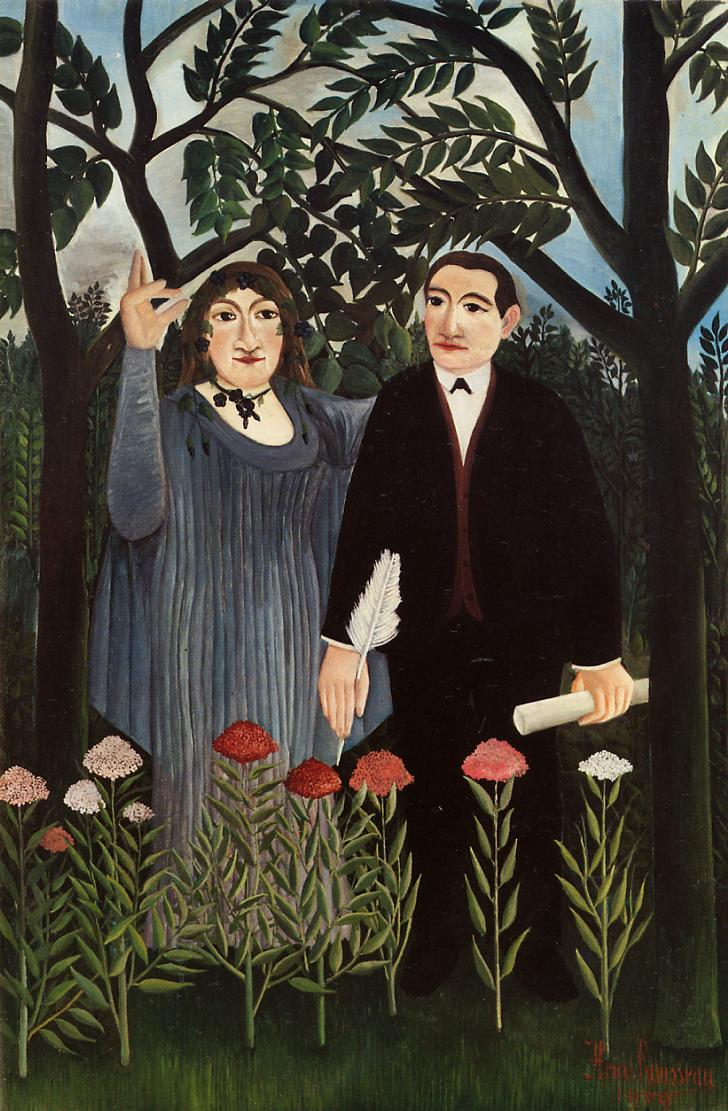
A múzsa megihleti a költőt (Portrait of Guillaume Apollinaire and Marie Laurencin), 1909, Art Museum of Bázel
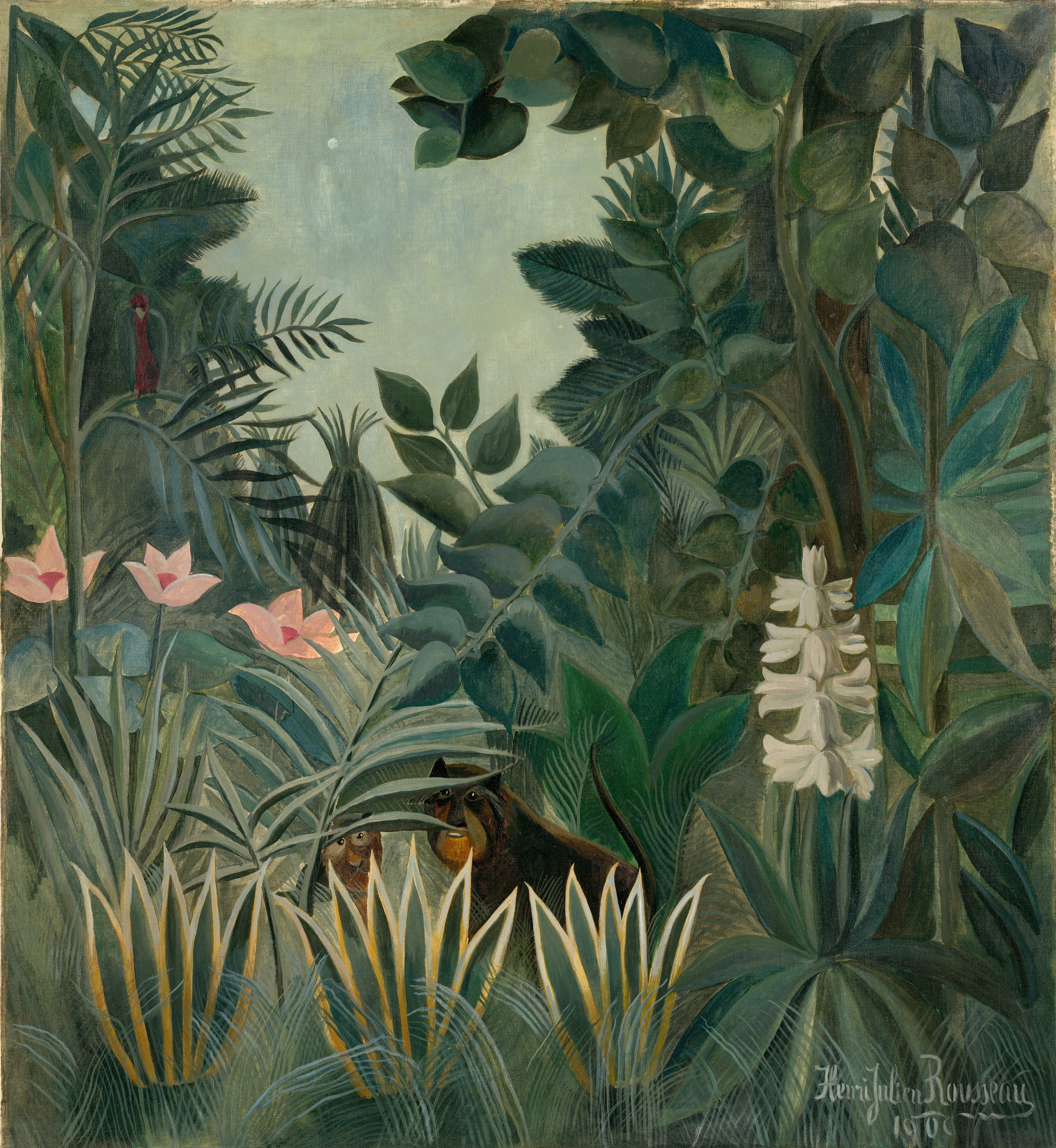
The Equatorial Jungle, 1909, National Gallery of Art, Washington
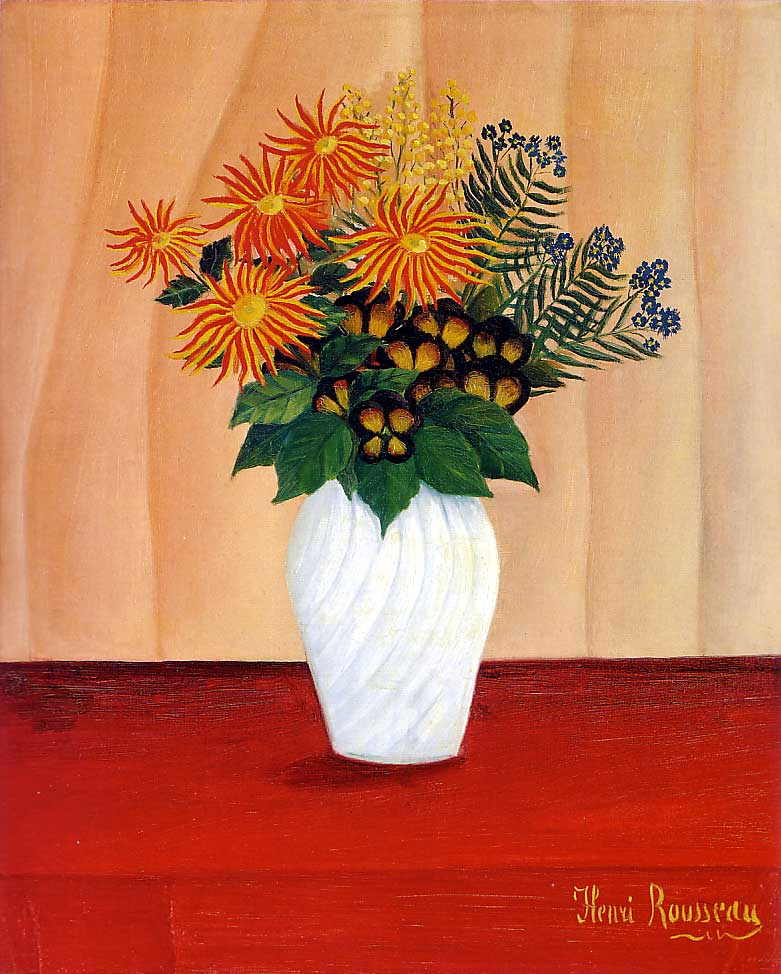
Bouquet of Flowers, 1910, Tate Galéria, London